# Isabella King
Isabella King (* 9. Mai 1992 in Subiaco City) ist eine ehemalige australische Radrennfahrerin.

## Sportliche Laufbahn
2010 wurde Isabella King zweifache australische Junioren-Meisterin in den Bahnradsportdisziplinen Scratch und Omnium. Im Punktefahren wurde sie Vize-Meisterin, in der Einerverfolgung Dritte. 2011 wurde sie australische Meisterin der Mannschaftsverfolgung, gemeinsam mit Josephine Tomic und Melissa Hoskins, im Jahr darauf im Scratch.
Im August 2010 stellte King gemeinsam mit Michaela Anderson und Amy Cure bei den Junioren-Bahnweltmeisterschaften in Montichiari mit 3:26,808 Minuten einen neuen Juniorinnen-Weltrekord in der Mannschaftsverfolgung über 3000 Meter auf.
2012 gewann King beim Lauf des Bahnrad-Weltcups in Cali den Scratch-Wettbewerb und wurde in derselben Disziplin australische Meisterin. Bei den Weltmeisterschaften errang sie mit Annette Edmondson, Amy Cure und Melissa Hoskins Bronze in der Mannschaftsverfolgung. 2016 beendete Isabella King ihre sportliche Laufbahn.

## Erfolge
2010
- Junioren-Weltmeisterin – Mannschaftsverfolgung (mit Michaela Anderson und Amy Cure)
- Australische Junioren-Meisterin – Scratch, Omnium

2011
- Australische Meisterin – Mannschaftsverfolgung (mit Melissa Hoskins und Josephine Tomic)

2012
- Bahnrad-Weltcup in Cali – Scratch
- Australische Meisterin – Scratch

2014
- Weltmeisterschaft – Mannschaftsverfolgung (mit Annette Edmondson, Amy Cure und Melissa Hoskins)